# Зальный храм

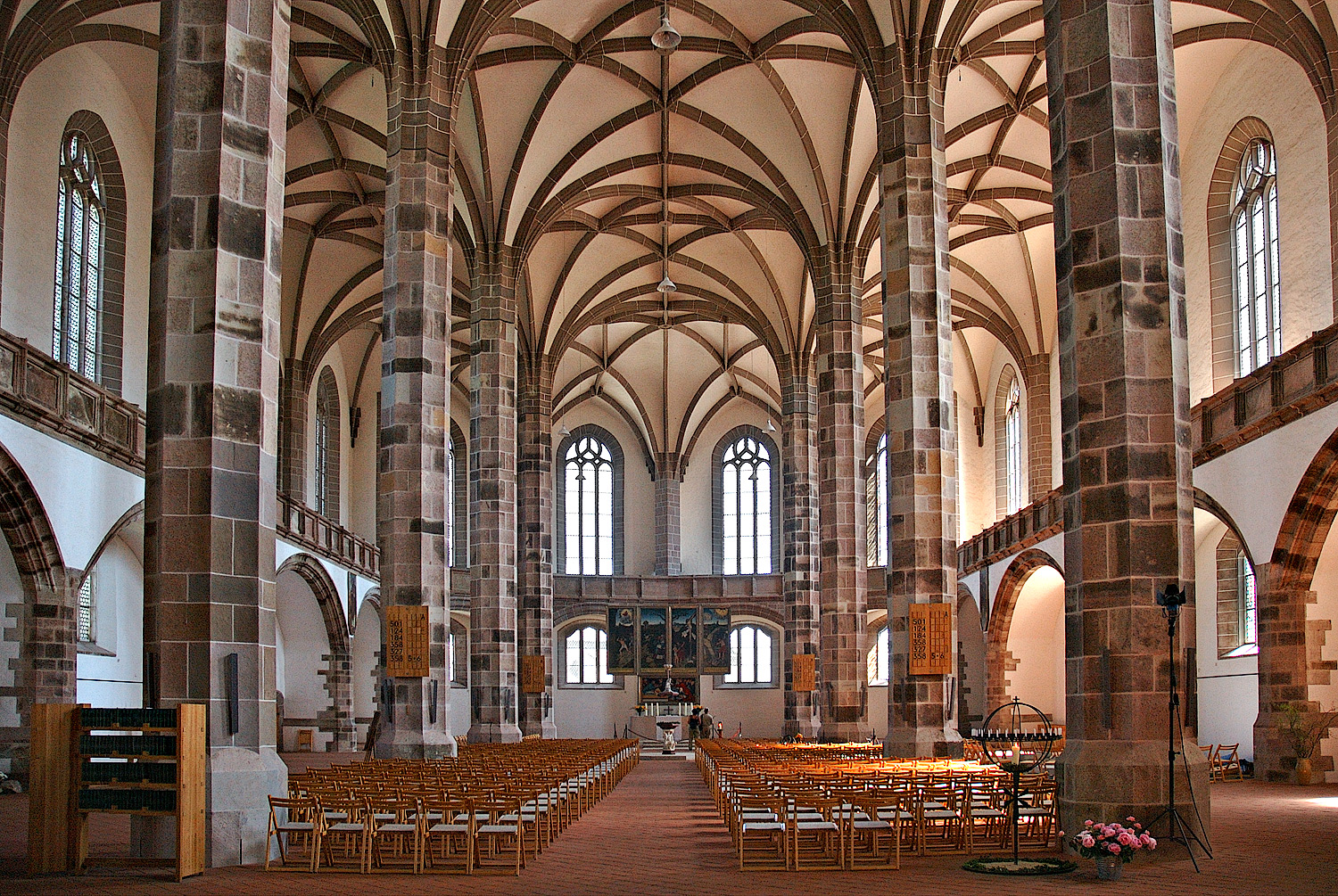
Церковь Святого Вольфганга в Шнеберге — пример зального храма.

Зальный храм — вытянутый в плане христианский храм с нефами равной высоты, либо с несколько более высоким (но без окон) средним нефом (псевдобазилика), а также однонефный храм без трансепта. Зальным называется пространство, имеющее примерно равные размеры в высоту, длину и ширину. Поэтому трёхнефные базиликальные храмы, имеющие нефы или неф и трансепт одинаковой высоты, называют зальными. 
В западноевропейской архитектуре «зальные церкви» (нем. Hallenkirche, Saalkirche) известны с XI века. В отдельных случаях они являются результатом развития храмов крестово-купольного типа. Поэтому купольные базилики, например в ранней византийской архитектуре, или храмы типа вписанного креста, также бывают зальными. Именно такие композиционные схемы получили дальнейшее развитие в архитектуре итальянского Возрождения и барокко.
Второй ярус надстроенных боковых нефов зальных базилик называют эмпорами . Зальный тип церкви характерен для многих сооружений английской готики, а также для средневековых вестфальских и баварских храмов времён поздней «зондерготики», для прибалтийских лютеранских храмов с башней-колокольней, завершаемой шпилем. Наиболее влиятельный тип зального храма изобрёл мастер «зондерготики» Генрих Парлер, перестроивший в 1325-1330 годах церковь Креста в швабском Гмюнде. В последующие два века зальный храм оставался наиболее востребованным типом церкви в южногерманских землях (церкви Святого Мартина в Ландсхуте; Мейсенский собор; Святого Лаврентия в Нюрнберге; Святого Георгия в Динкельсбюле, Святого Стефана в Вене).
За пределами Германии зальными являются собор в Бристоле, зал капитула Вестминстерского аббатства, Собор Святой Варвары в чешском городе Кутна-Гора. Известны купольные зальные церкви эпохи барокко (нем. Wandpfeilerhalle). Возведение купольных зальных церквей с трансептом не выходящим за пределы трёх нефов одинаковой высоты возводили архитекторы ордена иезуитов согласно постановлениям Тридентского собора католической церкви. Похожим образом строили малые проповедническая храмы и церкви нищенствующих орденов. Однонефные зальные храмы характерны для архитектуры Кавказа (Грузии, Армении, Алании), начиная с раннехристианских времен и вплоть до XVII — XVIII веков.
Зальной постройкой является Петропавловский собор в Санкт-Петербурге. Залы зрительно расширяют внутреннее пространство храмов из-за того, что свет из окон боковых нефов беспрепятственно освещает центральный, а также за счёт того, что опорные столбы, которые в ранних постройках делали крещатыми, заменяются круглыми колоннами.  Такое новшество, в частности, впервые применил в древнерусской архитектуре мастер из Болоньи Аристотель Фьораванти в Успенском соборе в Московском Кремле (1475—1479). Столь необычное для русских церквей решение было отмечено летописцами как «палатообразное», т. е. напоминающее «светлостию и звонкостию» помещения светских построек.